# Хоэнрупперсдорф
Хоэнрупперсдорф (нем. Hohenruppersdorf) — ярмарочная коммуна (нем. Marktgemeinde) в Австрии, в федеральной земле Нижняя Австрия.
Входит в состав округа Гензерндорф. Население составляет 893 человека (на 31 декабря 2005 года). Занимает площадь 21,4 км². Официальный код — 30828.

## Политическая ситуация
Бургомистр коммуны — Херман Гиндль по результатам выборов 2005 года.
Совет представителей коммуны (нем. Gemeinderat) состоит из 15 мест.
- АНП занимает 11 мест.
- СДПА занимает 4 места.